# Caryocolum blandella
Caryocolum blandella là một loài bướm đêm thuộc họ Gelechiidae. Nó được tìm thấy ở châu Âu.
Sải cánh dài 9.5-14.5 mm. The moths are on wing từ tháng 4 đến tháng 6 tùy theo địa điểm.
Ấu trùng ăn Stellaria holostea.